# Рудольф Шульце
Рудольф Шульце (нім. Rudolf Schultze; 19 травня 1922, Рендсбург — 4 вересня 2000, Мангайм) — німецький офіцер-підводник, оберлейтенант-цур-зее крігсмаріне.

## Біографія
Син генерал-адмірала Отто Шульце, молодший брат Вольфганга Шульце і Гайнца-Отто Шульце.
1 грудня 1939 року поступив на службу в крігсмаріне. З 16 вересня 1943 по 1 грудня 1944 року — командир навчального підводного човна U-61. З 24 лютого по 4 травня 1945 року — командир новітнього «електрочовна» U-2540. В бойових походах участі не брав.
Рудольф був єдиним сином генерал-адмірала Шульце, який пережив війну.

## Звання
- Кандидат в офіцери (1 грудня 1939)
- Фенріх-цур-зее (1 листопада 1940)
- Оберфенріх-цур-зее (1 листопада 1941)
- Лейтенант-цур-зее (1 квітня 1942)
- Оберлейтенант-цур-зее (1 грудня 1943)